# Filomena Salemme
Filomena Salemme é uma jornalista, radialista e professora universitária brasileira. Atualmente, é professora no curso de Jornalismo na Faculdade Cásper Líbero e na Universidade Metodista de São Paulo, mais especificamente sobre rádio. Formou-se em Jornalismo na Universidade Metodista, em 1991, e tornou-se mestra em Comunicação pela Faculdade Cásper Líbero, em 2016.
Trabalhou na rádio Diário do Grande ABC, que pertencia ao grupo do jornal de mesmo nome, nas rádios Excelsior, CBN e Eldorado (agora, Rádio Estadão), do Grupo Estado. Foi, aliás, editora-chefe de jornalismo da rádio Estadão ESPN.
Em sua dissertação de mestrado, intitulada "Transformações na escuta radiofônica: o protagonismo dos ouvintes na geração de conteúdo" (2016), descreveu sua paixão pelo jornalismo radiofônico:
| “ | Sempre fui apaixonada por rádio e posso enumerar um conjunto de razões para esta minha paixão, uma delas é justamente por não ter imagem. Na minha concepção muitas vezes uma imagem é tão impactante que não necessita sequer de legenda. E justamente por não ter imagem, o rádio possibilita ao jornalista aguçar a imaginação do ouvinte. Uma boa reportagem conta a história com sons ambientes, transporta o ouvinte para dentro da cena e o faz criar a imagem por meio da audição. | ” |

## Prêmios
- Ayrton Senna, 2001. Reportagem premiada: "Adultos precoces".[4][5]
- Imprensa Embratel, 2003. Reportagem premiada: "Um retrato da fome".[6]
- Fundación Nuevo Periodismo Iberoamericano, 2003. Reportagem premiada: "Um retrato da fome".[4][5]
- Troféu Mulher Imprensa (finalista), 2011.[7]